# 武田浩
武田 浩（たけだ ひろし、1963年 - ）は、日本の放送作家。

## 人物・概要
1987年、NHKにディレクターとして入局。「クイズ百点満点」「クイズ日本人の質問」を企画演出。1995年NHKを退職し、放送作家事務所TWINSを立ち上げ、放送作家として活動

## 現在の担当番組
- 「人生の楽園」（テレビ朝日）
- 「ブラタモリ」（日本放送協会）
- 「超入門!落語 THE MOVIE」（日本放送協会）
- 「ヒロイン誕生!朝ドラな女たち」（日本放送協会）
- 「食ノ音色」（テレビ朝日）
- 「たけしの“これがホントのニッポン芸能史”」（NHK BSプレミアム）
- 「密着！中村屋ファミリー」（フジテレビ、2003年 - ）
- 「八代亜紀いい歌いい話」（ＢＳ１１、2019年4月-）
- 「はい!テレビ朝日です」（テレビ朝日）
- 「アルバレスの空」（BSテレ東）
- 「ミチガタリ！」（日本テレビ）

## 過去の担当番組
- 「NHK紅白歌合戦」
- 「たけしの万物創世紀」
- 「名医とつながる!たけしの家庭の医学」（朝日放送テレビ）
- 「ごはんジャパン」（テレビ朝日）
- 「ビートたけしの!こんなはずでは!!」
- 「不思議どっとテレビ。これマジ!?」
- 「ほんパラ!関口堂書店」
- 「キヤノンスペシャル」
- 「夢対決!とんねるずのスポーツ王は俺だ!スペシャル」
- 「探検王国」
- 「世界痛快伝説!!運命のダダダダーン!」
- 「近未来×予測テレビ ジキル&ハイド」
- 「最終警告!たけしの本当は怖い家庭の医学」
- 「旅の香り〜四季の名宿めぐり〜」
- 「ヨーロッパいちばん旅行記」（ＢＳ朝日）
- 「ちい散歩」
- 「若大将のゆうゆう散歩」（テレビ朝日）
- 「二人の食卓」
- 「S THE STORIES」
- 「報道発 ドキュメンタリ宣言」
- 「クイズ日本人の質問」
- 「アートエンターテインメント 迷宮美術館」
- 「ゴーゴーマーケット」
- 「NHK歌謡コンサート」
- 「BS熱中夜話」
- 「日めくりタイムトラベル」
- 「探偵Xからの挑戦状!」
- 「達人に学ぶ人間力アップ!」
- 「クイズ日本の顔」
- 「たけしの“教科書に載らない”日本人の謎」
- 「夢の扉 〜NEXT DOOR〜」
- 「格闘王」
- 「UN FACTORY ソムリエ」
- 「ワーズワースの冒険」
- 「ザ・ノンフィクション」
- 「芸術に恋して!」
- 「セサミストリート」日本版（脚本担当）
- 「新クイズ面白ゼミナール」（日本放送協会）
- 「つっこむクイズ ワンダース」（日本放送協会）
- 「美味しさの物語　幸福の一皿」（ＢＳ朝日）
- 「中居正広の終活って何なの!?〜僕はこうして死にたい〜」（フジテレビ）
- 「遙かなる深海大冒険」（BS朝日）
- 「ダイワハウススペシャル料理はじまり帖」（BS日テレ）
- 「WHO I AM」（WOWOW)

## 映画
- 「映画　中村勘三郎」2013
- 「僕がジョンと呼ばれるまで」2014

## 作詞
- 「クッキーソング[1]」作詞：武田浩　作曲：細野晴臣
- 「きんにくロック[2]」作詞：武田浩　作曲編曲：YOSHI LOVINSON
- 「だいすきなとき」作詞：武田浩　作曲：CHARA
- 「うれしいな」作詞：武田浩　作曲：有澤孝紀
- 「クッキリアム序曲」作詞：武田浩　作曲：ロッシーニ
- 「森の四季」作詞：武田浩　作曲：有澤孝紀
- 「アーピーかぞえうた」作詞：武田浩　作曲：佐橋俊彦
- 「エルモのえかきうた」　作詞：武田浩　作曲：有澤孝紀